# Сальковы
Салько́вы (Салковы) — несколько дворянских родов.
Опричником Ивана Грозного числился Василий Салков (1573).

## Потомство Александра Николаевича Салькова
Определением Правительствующего Сената (24 февраля 1875), действительный статский советник Александр Николаевич Сальков, с сыном Дмитрием и дочерями Викториной и Верой, утверждён в потомственном дворянском достоинстве, с правом на внесение в третью часть дворянской родословной книги, по Всемилостивейшему пожалованному ему ордену Святого Владимира 3 степени (1874).

## Описание герба
В золотом щите остриём вверх червлёный меч. По его сторонам два лазоревых дельфина с червлёными глазами и языками, повёрнутых спинами к мечу, обращённых головами к подошве щита. В лазоревой главе щита раскрытая золотая книга.
Над щитом дворянский шлем с короной. Нашлемник: лазоревый дельфин с червлёными глазами и языком, обращённый хвостом вверх. Намёт: справа — червлёный с золотом, слева — лазоревый с золотом.
Герб Салькова внесён в Часть 13 Общего гербовника дворянских родов Всероссийской империи, стр. 165.

## Костромской род
Определениями Правительствующего Сената (15 сентября 1849) и (28 февраля 1852), Геннадий Иванов Сальков с детьми: Сергеем, Николаем, Анною, Ольгою, Александрою, Натальею, Владимиром (ныне Статский Советник) и Екатериною признаны в древнем дворянстве со внесением в шестую часть дворянской родословной книги Костромской губернии.
К костромскому роду Сальковых по линии матери принадлежит известный русский писатель Аркадий Петрович Гайдар (Голиков), названный в честь своего деда, Аркадия Геннадьевича Салькова (1850 — 1907).